# أوريليو باستور
أوريليو باستور (بالإسبانية: Aurelio Pastor Valdivieso) هو محامي وسياسي بيروفي، ولد في 10 نوفمبر 1967 في إقليم سان مارتين في بيرو. حزبياً، نشط في التحالف الثوري الشعبي الأمريكي. وقد انتخب عضو مجلس الشيوخ البيروفي ‏.
1. ↑   https://infogob.jne.gob.pe/Politico/FichaPolitico/aurelio-pastor-valdivieso_historial-partidario_SjcD+WYM8fM=cW. اطلع عليه بتاريخ 2024-01-20. {{استشهاد ويب}}: |url= بحاجة لعنوان (مساعدة) والوسيط |title= غير موجود أو فارغ (من ويكي بيانات) (مساعدة)